# Bohinj
 (octobre 2023).
Si vous disposez d'ouvrages ou d'articles de référence ou si vous connaissez des sites web de qualité traitant du thème abordé ici, merci de compléter l'article en donnant les références utiles à sa vérifiabilité et en les liant à la section « Notes et références ».
Bohinj (en allemand : Wochein) est une vallée alpine et une commune de Slovénie, située dans la région de Haute-Carniole au nord-ouest du pays. La vallée  dans le massif des Alpes juliennes est connue pour son lac de Bohinj (en slovène : Bohinjsko jezero ; en allemand : Wocheiner See). Le lieu a également donné son nom au cours d’eau Sava Bohinjka, un affluent constitutif de la Save.

## Géographie

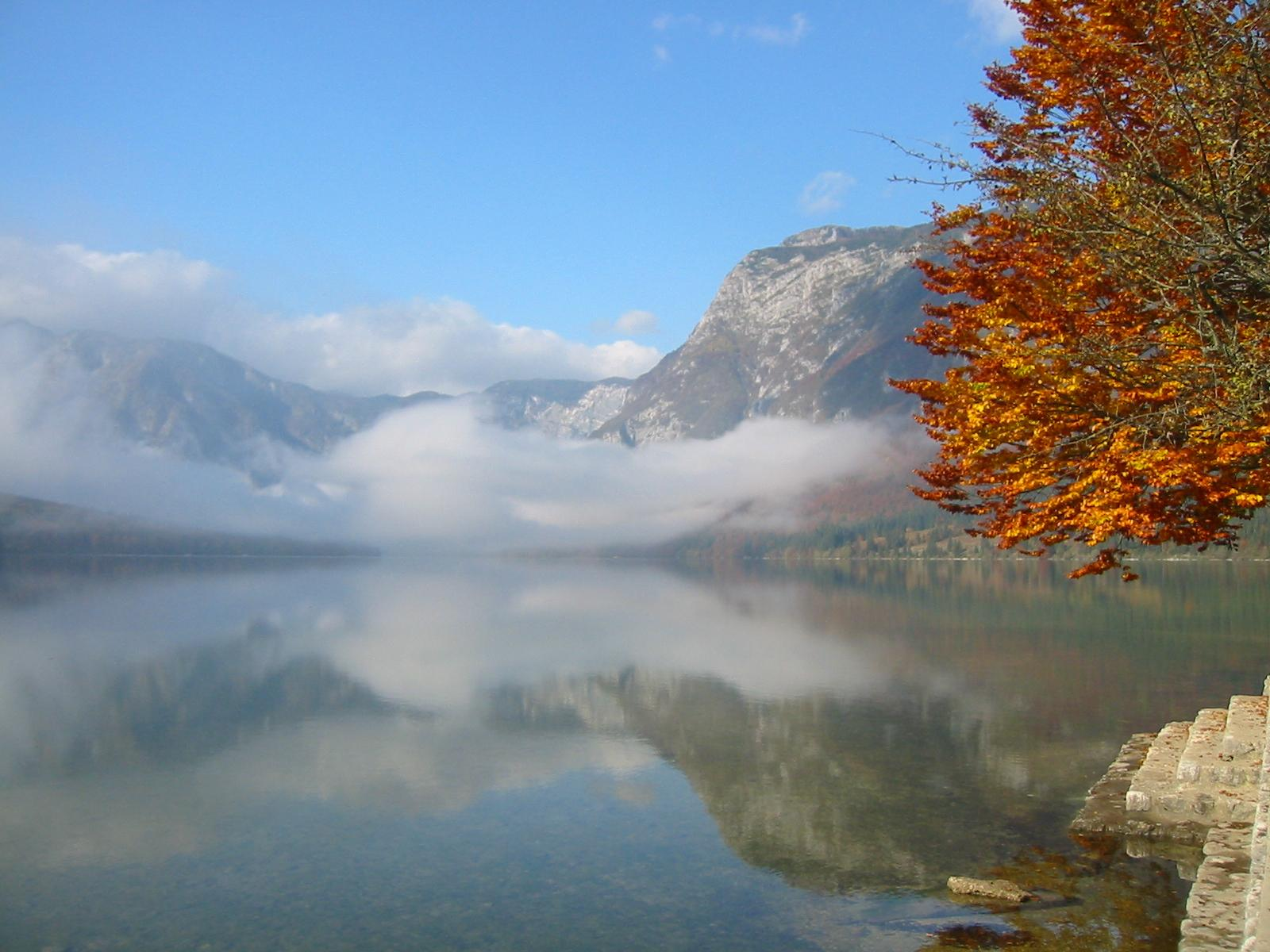
Vue sur le lac de Bohinj.

La vallée étroite est décomposée en quatre régions : la Spodnja Dolina (Basse vallée), la Zgornja Dolina (Haute vallée), la Ukanška kotlina (bassin d’Ukanc) au-dessus du lac de Bohinj, et la Nomenjska kotlina (bassin de Nomenj). Aux deux extrémités de la vallée on trouve les régions de Komarča et de Soteska.
Le territoire communal de Bohinj englobe une plus grande zone que le fond de la vallée. Au nord, il est également frontalière avec le mont Triglav, le point culminant de la Slovénie à 2 864 mètres d'altitude, et avec le plateau forestier de Pokljuka connu pour son site skiable. Cette zone fait partie du parc national du Triglav, le seul parc national du pays. Le domaine skiable sur les pentes du mont Vogel se trouve au sud-est du territoire.
La Sava Bohinjka (qui se jette dans la Sava Dolinka avant de se jeter dans la rivière Save) débute à la jonction des rivières Jezernica et Mostnica. La Mostnica provient de la vallée Voje alors que la Jezrnica provient du lac de Bohinj.
La vallée est desservi par la ligne ferroviaire de Jesenice à Nova Gorica/Gorizia, nommée Bohinjska proga (en allemand : Wocheiner Bahn). La route régionale nº 209 passe par la vallée ; au sud, une liaison routière sur un col de montagne mène à Železniki dans la vallée de la Selška Sora. La localité de Bohinjska Bistrica (Wocheiner Feistritz) est le chef-lieu de la commune.

## Histoire

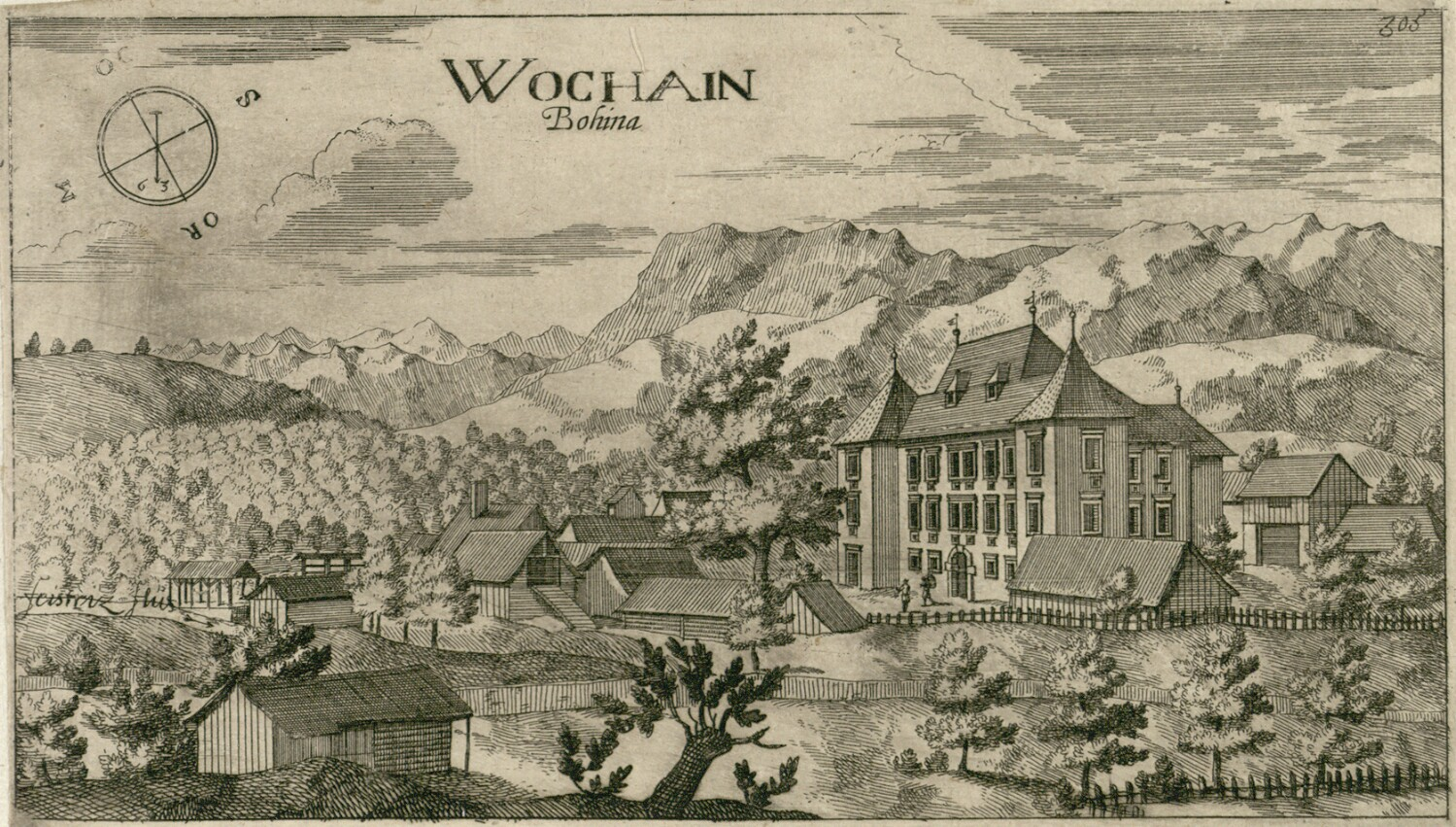
Le manoir de Bohinj, Janez Vajkard Valvasor (1679).

Habitée depuis l'âge du fer, comme témoignent les vestiges archéologiques de la culture de Hallstatt, la vallée vue sa situation géographique enclavée dans les montagnes resta longtemps isolée. Néanmoins, le lieu était déjà relié au réseau commercial de l'acier norique à l'époque de l'Empire romain. 
Vers la fin du VIe siècle, des tribus slaves (Slovènes) sont arrivés sur les rives de la Save. La région de Carniole, avec sa contrée voisine de la Carantanie, passa sous la souveraineté du duché de Bavière puis de l'Empire carolingien au VIIIe siècle et fut christianisée par les patriarches d'Aquilée. Le poète slovène France Prešeren (1800-1849), a décrit, dans un poème de fiction dénommé Krst pri Savici (« Chrétienté dans la Savica »), des batailles entre chrétiens et des païens assorties de baptêmes forcés. Cette histoire se déroulait à Bohinj et dans la commune voisine de Bled.
Soumis au pouvoir des ducs de Carinthie à partir de 976, un margraviat autonome en Carniole fut etabli en 1040. Le lieu de Bohinj fut mentionné pour la première fois dans un acte de l'an 1070. Depuis le début du XIe siècle, les princes-évêques de Brixen (Bressanone) disposèrent des terres de la seigneurie de Bled (Ueldes) à l'entrée de la vallée. En 1335, la Carniole échut aux territoires héréditaires des Habsbourg, élevée au rang de duché en 1364.
On trouve mention des usines sidérurgiques à Bohinjska Bistrica en 1549 ; la production préindustrielle de fer a mis fin au XIXe siècle en parallèle avec le développement d'une agriculture marquée par la transhumance intensive. La ligne ferroviaire de Bohinj, un projet d'infrastructure de grande ampleur, a été ouverte en 1906. Pendant la Première Guerre mondiale, le front des batailles de l'Isonzo s'établit sur la crête des Alpes juliennes au sud-ouest de la vallée.

### Mythes
- Une créature mythologique dénommée Zlatorog (un chamois avec des cornes en or) vivrait dans les montagnes ;
- Le Hudičev most (pont du Diable) aurait été construit par le diable. Les hommes n’étaient pas capables de construire un pont solide à cet endroit. Le diable leur promit de construire un pont solide en échange de l’âme de celui qui passerait le pont en premier. Les hommes acceptèrent mais lorsque le pont fut terminé un chien envoyé par un paysan traversa le pont en premier. Le diable devint fou lorsqu’il comprit qu’il s’était fait berner par les hommes.

## Démographie
La population est restée assez stable entre 1999 et 2021 avec un peu plus de 5 000 habitants. Les gens y vivent dans 24 villages répandus sur la commune et dont le plus important est Bohinjska Bistrica.
Évolution démographique
| 1999  | 2000  | 2001  | 2002  | 2003  | 2004  | 2005  | 2006  | 2007  |
| ----- | ----- | ----- | ----- | ----- | ----- | ----- | ----- | ----- |
| 5 230 | 5 218 | 5 260 | 5 274 | 5 260 | 5 261 | 5 290 | 5 279 | 5 265 |
| 2008  | 2009  | 2010  | 2011  | 2012  | 2013  | 2014  | 2015  | 2016  |
| 5 335 | 5 217 | 5 287 | 5 257 | 5 198 | 5 206 | 5 176 | 5 146 | 5 139 |
| 2017  | 2018  | 2019  | 2020  | 2021  |       |       |       |       |
| 5 149 | 5 125 | 5 105 | 5 145 | 5 611 |       |       |       |       |

## Tourisme

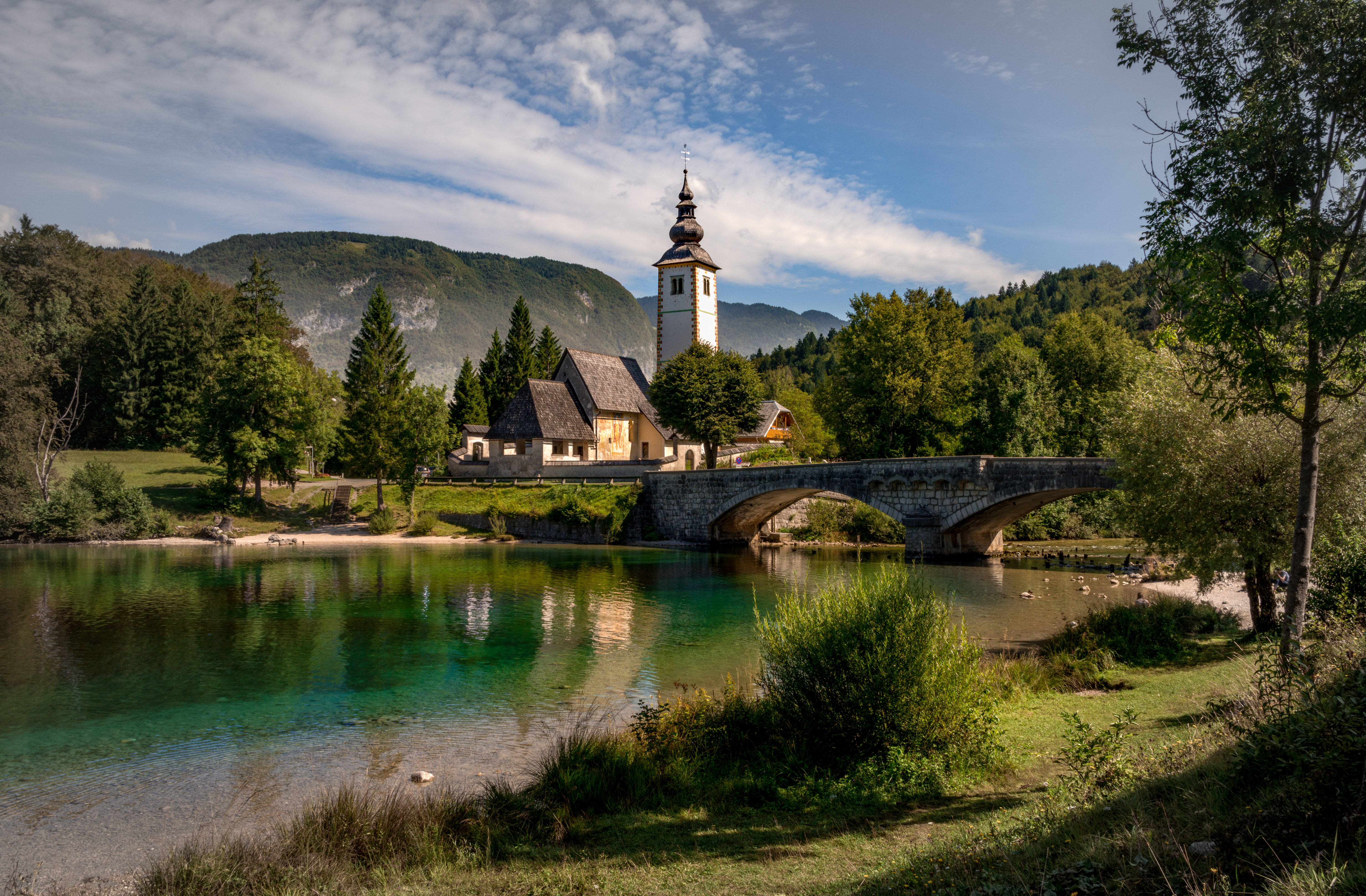
L'église de Ribčev Laz au bord du lac de Bohinj.

Le tourisme est une des activités économiques de la région grâce à l’attrait naturel des montagnes et du parc national du Triglav. En hiver, la vallée accueille des skieurs ou des patineurs sur le lac alors qu’en été le lac attire les nageurs et les pêcheurs. Le kayak est également possible sur la rivière Sava Bohinjka.
Bohinj obtient en 2022 le label Meilleurs villages touristiques de l'Organisation mondiale du tourisme.